# Вербівка (Звягельський район)
Вербі́вка (до 1960 року — Могильня) — село в Україні, у Чижівській сільській територіальній громаді Звягельського району Житомирської області. Кількість населення становить 206 осіб (2001).

## Населення
Наприкінці 19 століття кількість населення становила 206 осіб, дворів — 38.
У 1906 році у поселенні налічувалося 218 мешканців, дворів — 36, у 1923 році — 50 дворів та 267 мешканців.
Відповідно до результатів перепису населення СРСР, кількість населення, станом на 12 січня 1989 року, становила 235 осіб. Станом на 5 грудня 2001 року, відповідно до перепису населення України, кількість мешканців села становила 206 осіб.

## Історія
На початку 17 століття було тут 13 тяглих селян та 5 підсусідків. Входило до Звягельського ключа. Згадується в люстрації Київського воєводства 1754 року, належало до Звягельської власності, сплачувало 2 злотих і 5 грошів до замку та 9 злотих і 8 грошів на міліцію.
У другій половині 19 століття — сільце Могильня Новоград-Волинського повіту Волинської губернії, належало до православної парафії у Жадківці, за 12 верст.
Наприкінці 19 століття — село Сербівської волості Новоград-Волинського повіту Волинської губернії, за 13 верст від Новограда-Волинського, православна парафія — Жадківка, за 12 верст.
У 1906 році — сільце Романовецької волості (2-го стану) Новоград-Волинського повіту Волинської губернії. Відстань до повітового центру, м. Новоград-Волинський, становила 13 верст, від волосного центру, с. Романівка — 23 версти. Найближче поштово-телеграфне відділення розміщувалося у Новограді-Волинському.
У 1923 році включене до складу новоствореної Чижівської сільської ради, яка, 7 березня 1923 року, увійшла до складу новоутвореного Новоград-Волинського району Житомирської (згодом — Волинська) округи. Розміщувалося за 12 верст від районного центру, м. Новоград-Волинський, та 6 верст від центру сільської ради, с. Чижівка.
1 червня 1935 року, в складі сільської ради, включене до Новоград-Волинської міської ради Київської області. 4 червня 1958 року повернуте до складу відновленого Новоград-Волинського району Житомирської області. 5 серпня 1960 року, відповідно до рішення Житомирського облвиконкому № 790 «Про уточнення назв і перейменування деяких населених пунктів в районах області», село Могильня перейменоване на Вербівку.
3 серпня 2016 року увійшло до складу новоствореної Чижівської сільської територіальної громади Новоград-Волинського (згодом — Звягельський) району Житомирської області.

## Відомі люди
- Ковальський Павло Васильович (1977—2022) — капітан Збройних Сил України, учасник російсько-української війни.